# Néa Agathoúpoli
Néa Agathoúpoli är en ort i Grekland.   Den ligger i prefekturen Nomós Pierías och regionen Mellersta Makedonien, i den norra delen av landet, 290 km norr om huvudstaden Aten. Néa Agathoúpoli ligger 20 meter över havet och antalet invånare är 467.
Terrängen runt Néa Agathoúpoli är huvudsakligen platt, men västerut är den kuperad. Havet är nära Néa Agathoúpoli åt sydost.  Närmaste större samhälle är Makrýgialos, 5,2 km söder om Néa Agathoúpoli. 